# Medmassa celebensis
Medmassa celebensis es una especie de arañas araneomorfas de la familia Corinnidae.

## Distribución geográfica
Es endémica del nordeste de Célebes (Indonesia).